# Callohesma sinapipes
Callohesma sinapipes är en biart som först beskrevs av Cockerell 1910.  Callohesma sinapipes ingår i släktet Callohesma och familjen korttungebin. Inga underarter finns listade.

## Bildgalleri

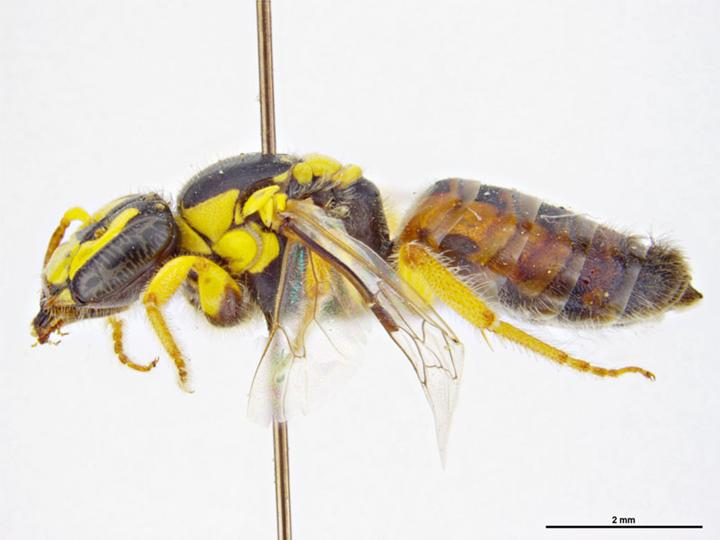
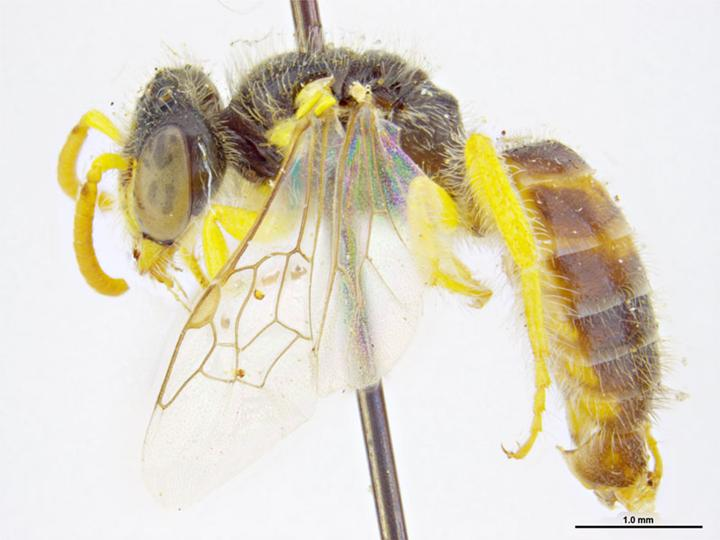